# Амбиорикс
Амбиорикс (лат. Ambiorix) је био вођа Ебуронаца, галског племена настањеног на доњој Мези који је 54. године п. н. е. подигао Галски устанак против Римљана. 
Пошто је уништио 15 римских кохорти у Адуатуки, Амбиорикс је дигао на оружје Адуатучане и Нервљане и почео да опседа легију Квинта Цицерона у рејону данашњег града Шарлероа. Наишавши са својим снагама, Цезар је потукао устанике. Иако се Амбиорикс спасао, устанак после пораза није поновљен.